# Washington megye (Mississippi)
Washington megye az Amerikai Egyesült Államokban, azon belül Mississippi államban található. Megyeszékhelye és legnagyobb városa Greenville. Lakosainak száma 44 922 fő (2020. április 1.). Washington megye Bolivar, Issaquena, Sharkey, Sunflower, Humphreys és Chicot megyékkel határos.

## Népesség
A megye népességének változása:
| Lakosok száma | 51 096 | 50 465 | 50 078 | 49 688 | 48 130 | 44 922 |
|               | 2010   | 2011   | 2012   | 2013   | 2015   | 2020   |